# Sergey Kuznetsov
Cet article concerne l'athlète russe. Pour l'écrivain russe, voir Sergey Kuznetsov (écrivain).
Pour les articles homonymes, voir Kuznetsov.
Sergey Kuznetsov, né le 2 juin 1918 à Kemerovo et mort en 2010, est un athlète russe, spécialiste des épreuves combinées. 
Représentant l'URSS, il remporte la médaille d'argent du décathlon aux championnats d'Europe 1946, devancé par le Norvégien Godtfred Holmvang.
Il se classe 10e des Jeux olympiques de 1952.